# Herb gminy Radków (województwo świętokrzyskie)
Herb gminy Radków – jeden z symboli gminy Radków, ustanowiony 30 grudnia 2008.

## Wygląd i symbolika
Herb przedstawia na tarczy w polu czerwonym srebrną budowlę z trzema złotymi wieżami (pochodzącymi z pieczęci Kossowa) z herbem Lis. W górnej części znajdują się dwie korony, nawiązujące do herbu archidiecezji krakowskiej.